# Veľký Meder
Veľký Meder es un municipio del distrito de Dunajská Streda en la región de Trnava, Eslovaquia, con una población estimada a final del año 2024 de 8204 habitantes.
Se encuentra ubicado al sur de la región, cerca de los ríos Danubio y Váh, y de la frontera con Hungría y la región de Bratislava.

## Demografía
| Año        | 1994 | 2004    | 2014    | 2024    |
| ---------- | ---- | ------- | ------- | ------- |
| Población  | 9311 | 8933    | 8763    | 8204    |
| Diferencia |      | −4,05 % | −1,90 % | −6,37 % |

| Año        | 2023 | 2024    |
| ---------- | ---- | ------- |
| Población  | 8254 | 8204    |
| Diferencia |      | −0,60 % |